# جنبا تارمو
جنبا تارمو (انگلیسی: Jeneba Tarmoh؛ زادهٔ ۲۷ سپتامبر ۱۹۸۹) دونده اهل ایالات متحده آمریکا است.
وی در مسابقات کشوری و بین‌المللی در مجموع برندهٔ ۵ مدال طلا، ۱ مدال نقره شده‌است.